# Aroana rubra
Aroana rubra är en fjärilsart som beskrevs av George Thomas Bethune-Baker 1906. Aroana rubra ingår i släktet Aroana och familjen nattflyn. Inga underarter finns listade i Catalogue of Life.